# Carlo Fruttero
Carlo Fruttero (n. 19 septembrie 1926, Torino, Italia – d. 15 ianuarie 2012, Roccamare⁠(d), Castiglione della Pescaia, Toscana, Italia) a fost un scriitor italian.